# Sidney Hayers

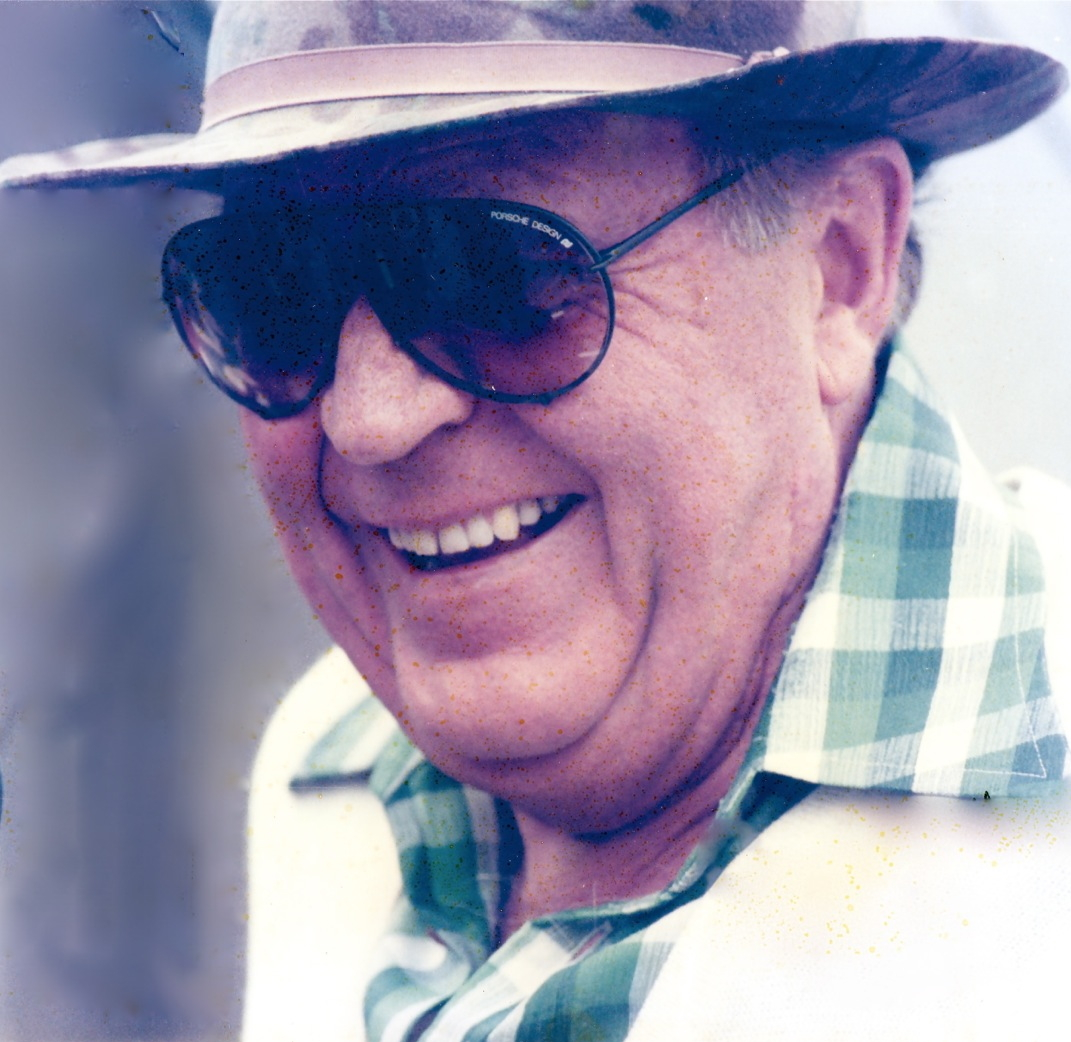
Ca. 1990

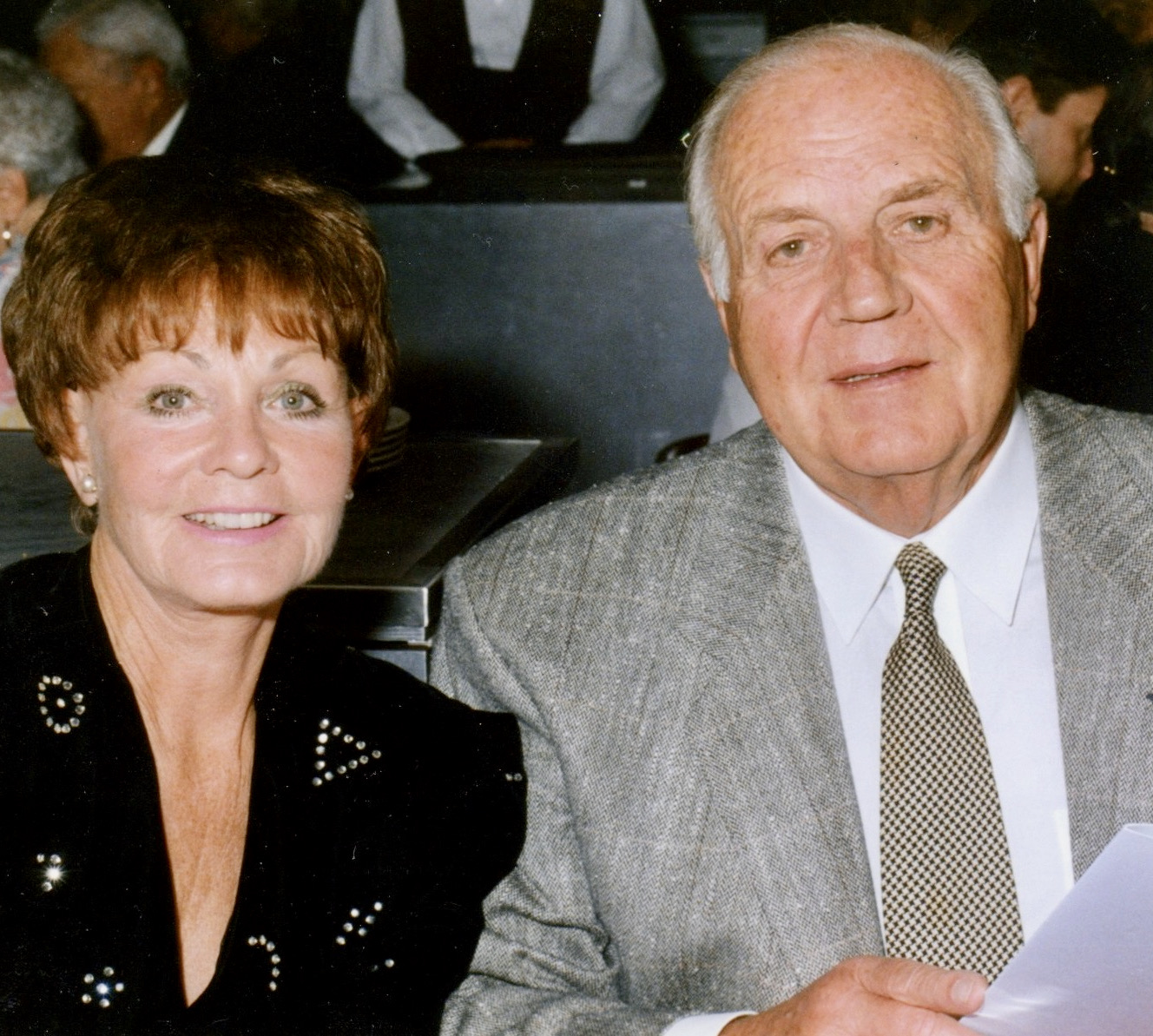
Ehepaar Erika Remberg / Sidney Hayers ca. 1985

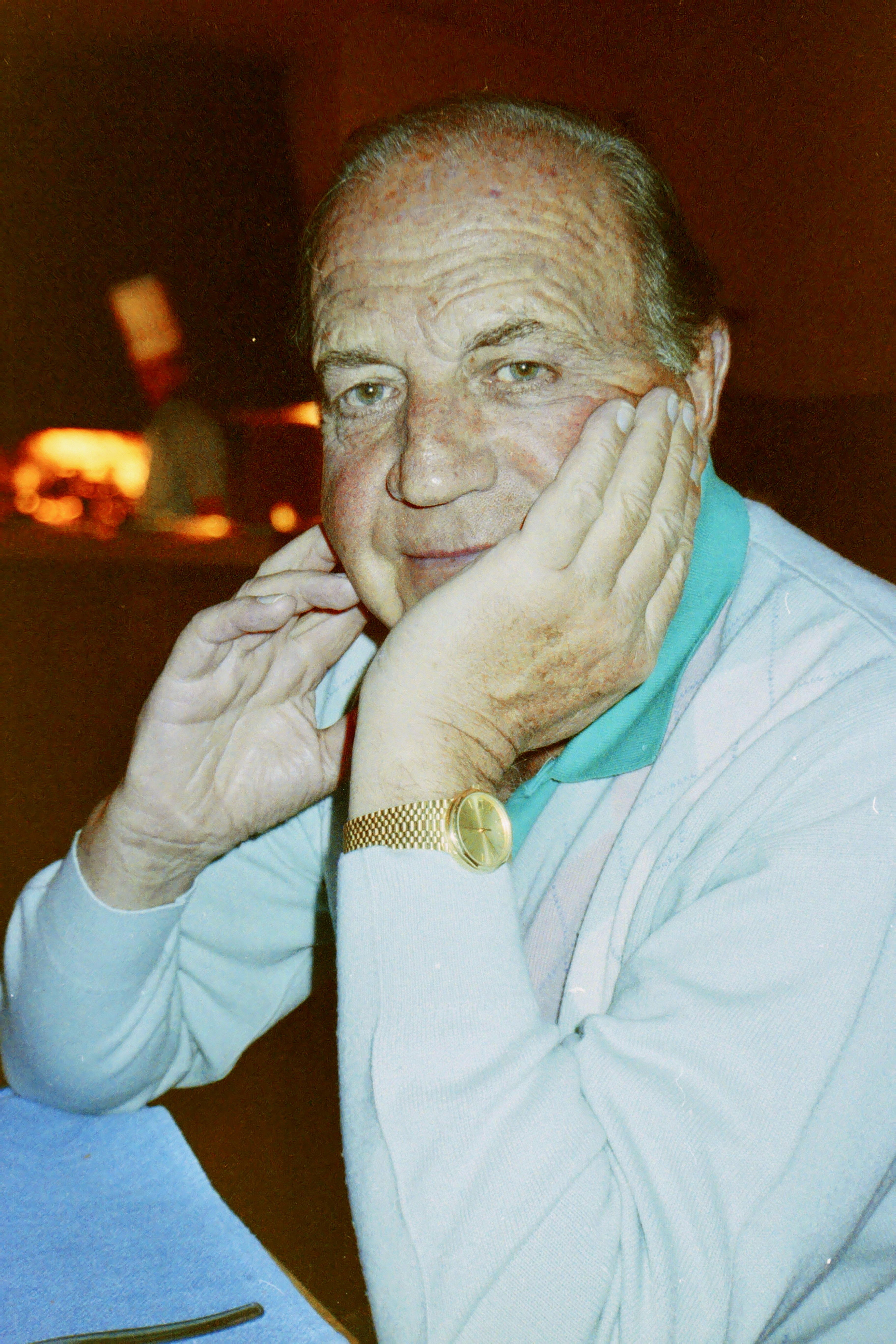
Regisseur Sidney Hayers im höheren Alter

Sidney Hayers (* 24. August 1921 in Edinburgh, Schottland; † 8. Februar 2000 in Altea, Spanien) war ein schottischer Filmregisseur, Filmeditor, Filmproduzent und Drehbuchautor.

## Biographie
Hayers begann seine Arbeit beim Film in den frühen 1940er Jahren, als Tonassistent und Kameraassistent.
1958 begann Hayers als Second-Unit-Regisseur und Filmeditor zu arbeiten, so auch an dem mit einem Golden Globe ausgezeichneten Spielfilm Die letzte Nacht der Titanic.
Bis zwei Jahre vor seinem Tod führte er Regie, schrieb Drehbücher und produzierte. Er verstarb im Beisein seiner Ehefrau, der österreichischen Filmschauspielerin Erika Remberg, an Krebs.

## Filmografie (Auswahl)

### Regie
Kino
- 1958: Ein Whisky zuviel (Violent moment)
- 1959: Die weiße Falle (The white trap)
- 1960: The Malpas Mystery
- 1960: Der rote Schatten (Circus of Horrors)
- 1960: Schmutziges Geld (Payroll)
- 1961: Ein Echo von Barbara (Echo of Barbara)
- 1961: Hypno (Night of the eagle)
- 1965: Drei Hüte für Lisa (Three hats for Lisa)
- 1966: Wie ein Schrei im Wind (The trap)
- 1966: Hilfe, die Bombe ist weg! (Finders keepers)
- 1968: Stern des Südens (The Southern Star)
- 1969: Dufter Typ mit flinken Fingern (Mister Jerico)
- 1971: Jagd durchs Feuer (The firechasers)
- 1971: Tod im Teufelsgrund (Assault)
- 1974: Der See der verstümmelten Leichen (Diagnosis: Murder)
- 1976: Flucht durch die Wüste (One away)
- 1980: Das Ende einer Odyssee (Conquest of the earth)

Fernsehen
- 1976–1977: Mit Schirm, Charme und Melone (The Avengers, 4 Folgen)
- 1980: Kampfstern Galactica (Galactica 1980, 3 Folgen)
- 1981–1982: Magnum (Magnum, P.I., 3 Folgen)
- 1982–1983: Remington Steele (2 Folgen)
- 1982–1986: Knight Rider (10 Folgen)
- 1984: T. J. Hooker (2 Folgen)
- 1985–1986: Das A-Team (The A-Team, 4 Folgen)
- 1985: Airwolf (eine Folge)
- 1990: Blaues Blut (sechs Folgen)
- 1993: Baywatch – Die Rettungsschwimmer von Malibu (Baywatch, eine Folge)
- 1993–1994: Acapulco H.E.A.T. (10 Folgen)
- 1999: Die Profis (The Professionals, eine Folge)

### Schnitt
- 1950: Das Wunder von San Marino (Prelude to Fame) – Regie: Fergus McDonell
- 1951: Serum 703 (White Corridors) – Regie: Pat Jackson
- 1955: Eine Frau kommt an Bord (Passage Home)
- 1956: In den Krallen der Gangster (House of Secrets)
- 1956: Marsch durch die Hölle (A Town Like Alice) – Regie: Jack Lee
- 1957: Einer kam durch (The One That Got Away)
- 1957: Schau nicht zurück (High Tide at Noon)
- 1958: Die letzte Nacht der Titanic (A Night to Remember)
- 1959: Tiger Bay

### Produktion
- 1977–1978: Die Profis (The Professionals, 13 Folgen)
- 1978–1979: Fünf Freunde (The Famous Five, Fernsehserie, 13 Folgen)